# Lukas Pöstlberger
Lukas Pöstlberger (Vöcklabruck, 10 de enero de 1992) es un ciclista austriaco.

## Palmarés
2012
- Campeonato de Austria en Ruta
- 1 etapa del Tour del Porvenir

2013
- Gran Premio de Kranj

2014
- Tour Bohemia

2015
- 1 etapa del Istrian Spring Trophy
- An Post Rás
- 1 etapa de la Vuelta a Austria

2016
- 1 etapa del Oberösterreichrundfahrt

2017
- 1 etapa del Giro de Italia[1]
- 3.º en el Campeonato de Austria Contrarreloj
- 2.º en el Campeonato de Austria en Ruta

2018
- 3.º en el Campeonato de Austria Contrarreloj
- Campeonato de Austria en Ruta

2021
- 1 etapa del Critérium del Dauphiné

2022
- 3.º en el Campeonato de Austria en Ruta

2023
- 3.º en el Campeonato de Austria en Ruta
- Sun Hung Kai Properties Hong Kong Cyclothon

## Resultados en Grandes Vueltas y Campeonatos del Mundo
Durante su carrera deportiva ha conseguido los siguientes puestos en las Grandes Vueltas y en los Campeonatos del Mundo:
| Carrera              | Carrera              | 2011 | 2012 | 2013 | 2014 | 2015 | 2016 | 2017  | 2018  | 2019 | 2020 | 2021  | 2022 | 2023 |
| -------------------- | -------------------- | ---- | ---- | ---- | ---- | ---- | ---- | ----- | ----- | ---- | ---- | ----- | ---- | ---- |
|                      | Giro de Italia       | —    | —    | —    | —    | —    | —    | 114.º | —     | —    | —    | —     | —    | 95.º |
|                      | Tour de Francia      | —    | —    | —    | —    | —    | —    | —     | 132.º | Ab.  | Ab.  | 116.º | —    | —    |
|                      | Vuelta a España      | —    | —    | —    | —    | —    | —    | —     | Ab.   | —    | —    | —     | —    | —    |
| Mundial en Ruta      | Mundial en Ruta      | —    | —    | —    | —    | Ab.  | —    | 22.º  | Ab.   | Ab.  | —    | —     | —    | Ab.  |
| Mundial Contrarreloj | Mundial Contrarreloj | —    | —    | —    | —    | 48.º | —    | 46.º  | —     | —    | —    | —     | —    | —    |

—: no participa

Ab.: abandono